# 東京電燈スプレーグ式電車

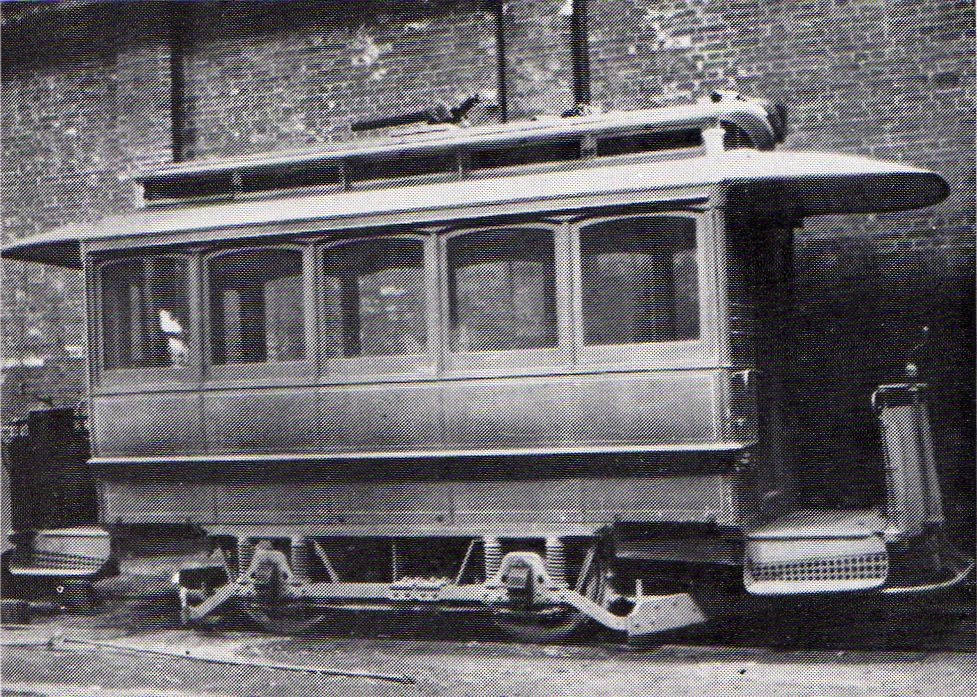
東京電燈スプレーグ式電車

東京電燈スプレーグ式電車（とうきょうでんとうスプレーグしきでんしゃ）は、日本で最初に運転されたことで知られる電車。
日本初の電力会社であった東京電燈（東京電力の前身の一つ）の技師長であった藤岡市助が、同社社長と共に海外電灯事情の調査に訪米した際に購入し、1890年に東京の上野公園で開催された第3回内国勧業博覧会において、展示物として運賃を取って来場者に体験乗車をさせるデモ運転を行った。日本で最初に運転された電車として知られる。
なお、藤岡は鉄道法規や軌道法規に則った営業運転を行わず、この車両には正式な形式称号が与えられなかったため、本項では便宜上、一般に広く使用されている呼称を記事名とする。

## 概要
1881年のヴェルナー・フォン・ジーメンスによる小型電車を用いた世界初の公共用電気鉄道の開業以来、欧米諸国では競ってこの新しい動力による鉄道の開発が進められていた。
しかし、いずれも車両に電力を取り込む集電装置と、電動機の動力を車輪に伝達する駆動装置の開発に難渋しており、トーマス・エジソンをはじめ各国の発明家・技術者たちによって様々な方式が考案されていたが、安定的に動作する信頼性の高いシステムを構築するには至っていなかった。
そんな中、1888年にエジソンの助手であったフランク・ジュリアン・スプレイグがアメリカ合衆国のバージニア州リッチモンドに延長17.2 kmの電気鉄道を敷設、極めて実用性・信頼性の高い電気鉄道システムを構築することに成功する。
このシステムは、き電線によって変電所から送られた電力を1本の架空電車線と線路によって車両に供給、車両は屋根上に搭載したトロリーポールと呼ばれる装置で集電、多段スイッチ切り替えによる抵抗制御で速度を調整し、吊り掛け駆動方式で台車（弾性支持）と車軸に半分ずつ荷重を負担させる形で支持された主電動機の出力を減速、駆動するというものである。これは簡潔ながら合理的なシステムであり、ことに吊り掛け駆動方式は、以後現在に至るまで120年以上にわたって実用され続けるほどの成功を収めた。
こうしてリッチモンドで初の実用電気鉄道が営業を開始するのに先立つ1886年から1887年にかけて、スプレイグが電気鉄道システムの確立に奮闘していた時期に、創業したばかりの東京電燈で社長を務めていた矢島作郎と、同社の技師長であった藤岡市助の2名がリッチモンドを訪れ、同電気鉄道を見学した。ここでこの新しい交通機関に感銘を受けた両名は2両の電車を購入、これを持ち帰ることとした。

## 車体
購入当時、アメリカで大手の馬車鉄道用車両メーカーであったJ.G.ブリル社製である。
車体長は17尺（約7.3 m）、側面の窓数は5つ、室内にはロングシートを向かい合わせに配した座席定員22名の客室の前後に、片引き戸を内蔵した妻面で区分する形で、乗降デッキと運転台を兼ねた区画を備える。この前面にはダッシュボードと呼ばれる背の低い妻板が置かれ、その裏に直接制御器やブレーキハンドルを設置している。このため、乗務員は走行中、デッキ側面からの風雨に直接さらされる構造である。
客室は横方向に長い部材によるコンベックスパネル(Convex Panel)とコンケーブパネル(Concave Panel)を組み合わせ、腰板の1段下降窓の収まる部分のみを垂直としその下を絞った、設計当時の馬車鉄道で一般的であった様式を踏襲する。
屋根は客室部の下屋根上部に幅の狭い上屋根を載せ、その側面および妻面に明かり取りの細窓を設けたモニター・ルーフで、デッキ部にはひさし状に下屋根のみが突き出す。この屋根は客室部でのみ支持されており、デッキには屋根を支える支柱等は設けられていない。また、デッキ床板は前方ほど細くなってステップ部が斜めにカットされている。
なお、塗装については不詳であるが、第3回内国勧業博覧会でデモ運転を行った際には、車体側面の腰板部に『TOKYO ELECTRIC LIGHT COMPANY』と東京電燈の社名が英語で記入されていた。

## 主要機器

### 台車
車体と同様、J.G.ブリル社製の2軸単台車である。
もっとも、ブリル21Eに代表される完成された設計が特徴であった後年の同社製台車とは異なり、これは全く未成熟な設計であった。これは電車用というよりは馬車鉄道用の台車に近い設計であり、後年、青山車庫に保存されていた車両の台車に貼付された銘板には、IV-9という以後のJ.G.ブリル社製台車とは異なる番号体系に基づく表記があったとされる。
基本的には前後2軸の左右端に置かれた軸箱を直結する形で2本の側梁が存在し、これが車体を支えるトラス構造の独立した側枠と、軸箱両脇にウィングばね配置で2本ずつ置かれた合計8本のコイルばねにより弾性支持される構造である。
つまり、軸箱と直結された側梁は釣り合い梁式台車の釣り合い梁と同様、その質量の全てがばね下重量であり、軸ばねが枕ばねを兼ねる構造であるということになる。
なお、この側梁は前後端を下に下げて排障器を取り付け可能としており、実際にも単線用スノープロー状のくさび形に組合わされた板材による排障器が取り付けられていたことが残された写真で確認できる。
車輪はアメリカ・グリッフィンホイール社製である。

### 主電動機
端子電圧500 V時定格出力15馬力の直流直巻整流子電動機が1基、吊り掛け式で台車に装架されている。
この電動機については製造所が明らかになっていないが、大塚和之により東京電燈がスプレーグ式電動機を模倣して製作した、日本製電動機であった可能性が指摘されている。

### 連結器
簡素なリンク式連結器がデッキ中央床下に取り付けられている。

## 運用

### 博覧会中

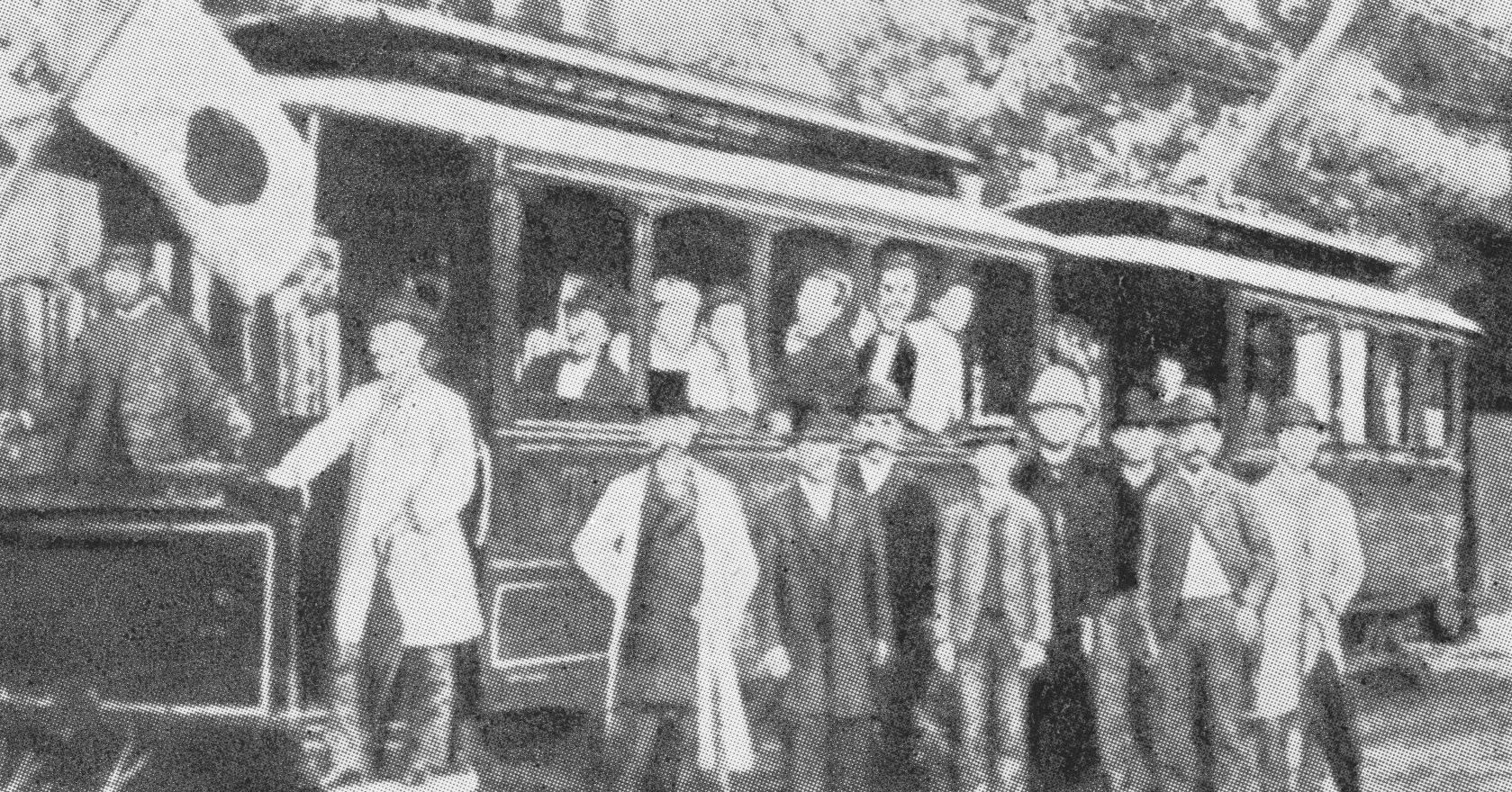
博覧会に出展された電車

1890年4月1日より上野公園を会場として開催された第3回内国勧業博覧会で、公園内に170間（約310 m）の60ポンドT型レールを敷設してデモ運転を実施した。
もっとも、電車のアメリカからの到着が遅れたことから、実際には同年4月13日よりようやく工事を開始、翌月5月2日午後に最初の電車が走行したと記録されている。
営業運転は翌5月3日より早速開始され、博覧会の入場料が3銭のところ2銭の乗車料を徴収したが、白土貞夫の推計によれば博覧会入場者102万人の内、約30万人が乗車、約6,000円の収益となった。
この間、7月31日の会期最終日までに天皇、皇太后、皇太子、小松宮と皇族も会場を訪れ、この新しい乗り物を体験している。また小田原馬車鉄道の社長である田島正勝は電車に試乗し電化を決意したが、株主総会で賛同を得られず京都電気鉄道（1895年開業）に先を越されることになった。

### 博覧会後
博覧会の会期終了後、これら2両は三吉電機工場に譲渡され、大師電気鉄道が1899年の開業時に1両を借り入れて使用、さらに同年6月にはもう1両と共に正式購入して車番を7・8とした。
この内7は電動車、8は付随車として使用され、7は後に12→21と改番を繰り返したが、いずれも終始予備車扱いであった。
これらの廃車時期は明らかとなっていないが、これらのいずれか1両が廃車後東京市街鉄道へ譲渡され、1906年9月11日に同社が東京電車鉄道・東京電気鉄道と合併して東京鉄道となり、東京市電気局に買収された後も記念電車と称して青山車庫で大切に保管され、その期間中博覧会などに記念物として出展されることもあった。
しかし、1945年5月25日のアメリカ軍による空襲で青山車庫は焼失、この記念すべき電車も被災し喪われた。
戦後、長らく焼け残った台車と主電動機の残骸が青山車庫から芝浦工場を経て都電荒川線荒川車庫にて保管され交通博物館や博物館明治村で復元保存する計画があったものの、結局焼損部品であったことから全てスクラップとして処分された。そのため本車両および本車両に関する部品は一切現存しない。